# Diaphanophyllum tortile
Diaphanophyllum tortile là một loài rêu trong họ Ditrichaceae. Loài này được Schrad. Lindb. mô tả khoa học đầu tiên năm 1863.